# 68e Legerkorps
Het Duitse 68e Legerkorps (Duits: Generalkommando LXVIII. Armeekorps) was een Duits legerkorps van de Wehrmacht tijdens de Tweede Wereldoorlog. Het korps kwam in actie in de zuidelijke Sovjet-Unie aan het Oostfront, op de Balkan, in Hongarije en in Oostenrijk. 

## Krijgsgeschiedenis

### Oprichting
Het 68e Legerkorps z.b.V. werd opgericht door omdopen van Korps z.b.V. op 9 april 1943.

### 1942/43

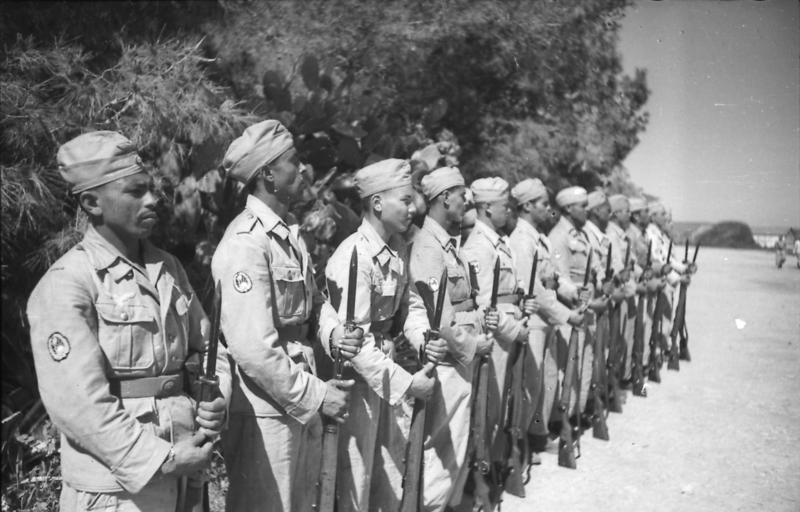
Training van soldaten van verschillende nationaliteiten bij de Luftwaffe voor Sonderverband 287

Op 23 september 1942 werd Korps z.b.V.  gevormd door omdopen van Sonderstab F (speciale staf F) in de zuidelijke Sovjet-Unie. Het korps was gespecialiseerd in woestijn-operaties, was geheel gemotoriseerd en telde ongeveer 6000 man (van allerlei nationaliteiten). De kern werd gevormd door Sonderverband 287. Het korps was oorspronkelijk bestemd om na de doorbraak door de Kaukasus richting Iran/Irak te gaan om de olievelden veilig te stellen. Maar dat zat er niet in, en dus werd het korps ingezet in de Kalmukken-steppe als flankbescherming voor Heeresgruppe A in de Kaukasus. Het korps trok vanaf 1 januari 1943 mee terug met de rest van de Heeresgruppe, richting Rostov aan de Don. Rond 18 februari was het korps terug achter de Mius bij Taganrog en bleef daar bijna een maand. Vervolgens werd het korps vanuit Marioepol op 13 maart 1943 op transport gezet naar Griekenland, naar de Peloponnesos, waar het op 18 april aankwam. Nog tijdens het transport werd het korps omgedoopt tot 68e Legerkorps z.b.V..
Het korps werd eerst gestationeerd midden op de Peloponnesos, in Vytina. In juli, augustus en september beschikte het korps over de 1e Pantserdivisie en de 117e Jägerdivisie. Op 30 september 1943 werd het korps uiteindelijk omgedoopt in het 68e Legerkorps. Ook volgde in deze tijd een verplaatsing van het stafkwartier naar Athene. En ook werd deelgenomen aan ontwapening van Italiaanse troepen in Zuid-Griekenland na de Italiaanse Wapenstilstand in september 1943. Gedurende deze tijd, tot september 1944, nam het korps deel aan anti-partizaan oorlogvoering tegen de goed georganiseerde Griekse nationalistische en communistische groepen. Het gebied omvatten de Peloponnesos, Athene, Korinthe (departement) en Euboea. 

### 1944

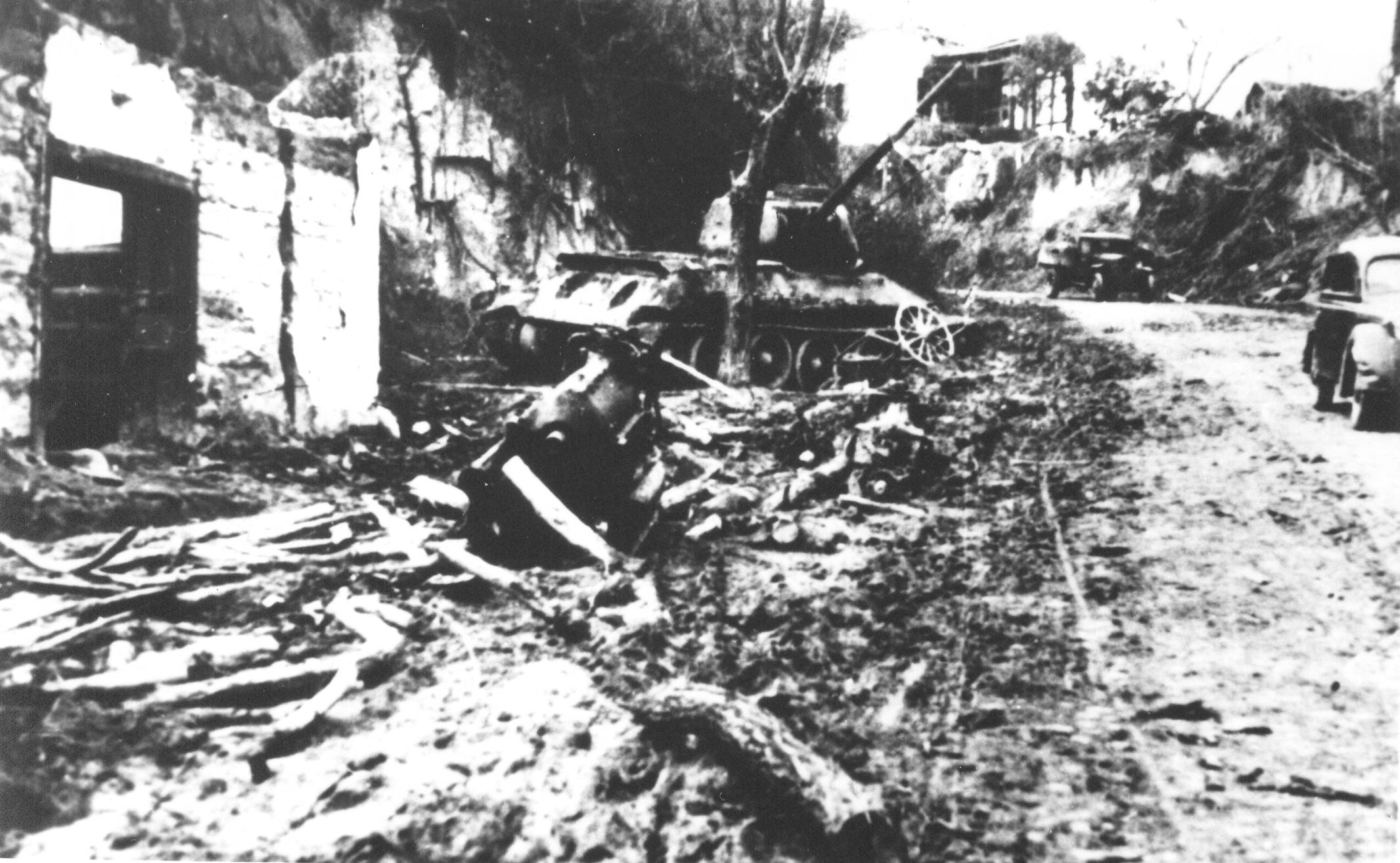
Batina na de strijd, 30 november 1944

Vanaf september 1944 leidde het korps de terugtrekkende transporten vanuit de Peloponnesos, Kreta en de Zuid-Egeïsche Eilanden. Op 10 oktober startte de terugtocht voor het korps ook. Op 13 oktober was het al in Larisa, op 21 oktober had het korps Griekenland al verlaten en een week later was het al in Kroatië. Tegen het einde van de maand lag het korps ten noordoosten van Osijek langs de Donau. Hier kreeg het korps te maken met het Sovjet “Apatin-Kaposvar Offensief” met als doel de Donau over te steken en vanuit het zuiden Boedapest te omsingelen, uitgevoerd door het 3e Oekraïense Front. Op 7 november beschikte het korps over voornamelijk de Pantsergrenadierdivisie Brandenburg en de 31. SS-Freiwilligen-Grenadier-Division. Het Sovjet 57e Leger probeerde nu bruggenhoofden te vormen. Dit lukte binnen enkele dagen bij Apatin en bij Batina, maar de beide bruggenhoofden konden niet verenigd worden. Dit was te danken aan het feit dat de Duitsers heftig verdedigden en ook voortdurend tegenaanvallen uitvoerden. En daarnaast werden ook veel extra troepen toegevoerd. Pas op 23 november lukte het de Sovjets het bruggenhoofd te verenigen. Tegen die tijd (26 november) had het korps het bevel over een groot aantal divisies: Pantsergrenadierdivisie Brandenburg, 31. SS-Freiwilligen-Grenadier-Division, 117e Jägerdivisie, 44e Reichsgrenadierdivisie Hoch- und Deutschmeister, 1e Bergdivisie, 13. Waffen-Gebirgs-Division der SS Handschar (kroatische Nr. 1) en Grenadierbrigade 92 (mot.). Diezelfde dag braken de Sovjets eindelijk uit het bruggenhoofd en rukten op naar het westen. 

### 1945
Op 2 december moest het korps Kaposvár opgeven. De volgende dagen stokte de Sovjet-opmars en het front kwam daar tot rust tussen het Balatonmeer en de Drau, waarbij het korps de zuidelijke sector voor zijn rekening nam. Nu bleef het hier drie maanden rustig. Op 6 maart nam het korps de hoofdstoot voor zijn rekening van Operatie Eisbrecher, een van de steun-offensieven voor Operatie Frühlingserwachen. Tot 16 maart 1945 duurde dit offensief, maar faalde op korte afstand van de startlijn zonder veel bereikt te hebben. Op 29 maart zetten de Sovjets ook aan dit frontdeel de aanval in, met het 57e Sovjet Leger en het 1e Bulgaarse Leger. Het 2e Pantserleger met het korps moesten snel wijken en begon aan een terugtocht richting het westen. Op 30 april bevond het korps zich ten zuiden van Graz, in de buurt van Maribor. Daarna ging het door Stiermarken. Op 7 mei beschikte het korps nog over de 71e Infanteriedivisie, de 13e Waffen-Gebirgs-Division der SS Handschar (kroatische Nr. 1) en de 118e Jägerdivisie en bevond zich in het gebied Villach-Klagenfurt-St. Veit in Karinthië.
Het 68e Legerkorps capituleerde op 8 mei 1945 in dit gebied aan Britse troepen. 

## Commandanten

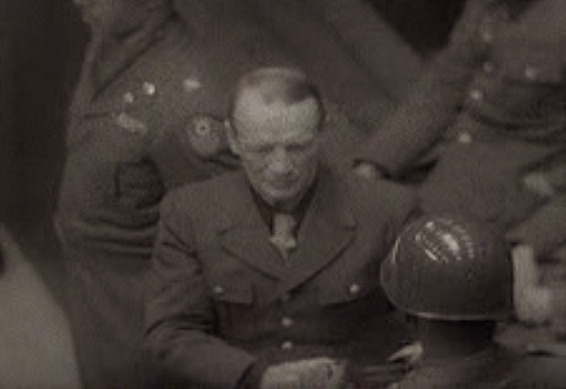
General Hellmuth Felmy in 1948 tijdens zijn veroordeling

## Bovenliggende bevelslagen
| Leger                   | Legergroep              | Plaats/regio                                   | Begin             | Eind              |
| ----------------------- | ----------------------- | ---------------------------------------------- | ----------------- | ----------------- |
| 1. Panzerarmee          | Heeresgruppe A          | Kaukasus                                       | 23 september 1942 | januari 1943      |
| 4. Panzerarmee          | Heeresgruppe Don        | Rostov                                         | februari 1943     | februari 1943     |
| Armee-Abteilung Hollidt | Heeresgruppe Süd        | Mius                                           | februari 1943     | 6 maart 1943      |
| 6. Armee                | Heeresgruppe Süd        | Mius                                           | 6 maart 1943      | 13 maart 1943     |
| direct onder bevel      | Oberbefehlshaber Südost | Peloponnesos                                   | 18 april 1943     | juni 1943         |
| Heeresgruppe E          | Oberbefehlshaber Südost | Peloponnesos                                   | juni 1943         | augustus 1943     |
| 11e Italiaanse Leger    | Heeresgruppe F          | Peloponnesos                                   | september 1943    | 9 september 1943  |
| Heeresgruppe E          | Heeresgruppe F          | Peloponnesos, Athene, Griekenland, Joegoslavië | 9 september 1943  | eind oktober 1944 |
| 2. Panzerarmee          | Heeresgruppe F          | Servië, Hongarije                              | eind oktober 1944 | december 1944     |
| 2. Panzerarmee          | Heeresgruppe Süd        | Hongarije                                      | januari 1945      | april 1945        |
| 2. Panzerarmee          | OB Südost               | Steiermark, Karinthië                          | mei 1945          | 8 mei 1945        |

## Commandanten[2][1]
| Rang                       | Naam                     | Begin           | Eind            |
| -------------------------- | ------------------------ | --------------- | --------------- |
| General der Flieger        | Hellmuth Felmy           | 20 januari 1944 | 1 december 1944 |
| General der Infanterie     | Friedrich-Wilhelm Müller | 1 december 1944 | 27 januari 1945 |
| Generalleutnant            | Arthur Schwarzenecker    | 27 januari 1945 | 29 januari 1945 |
| General der Gebirgstruppen | Rudolf Konrad            | 29 januari 1945 | 8 mei 1945      |